# 空港シャトルバス (成田空港)

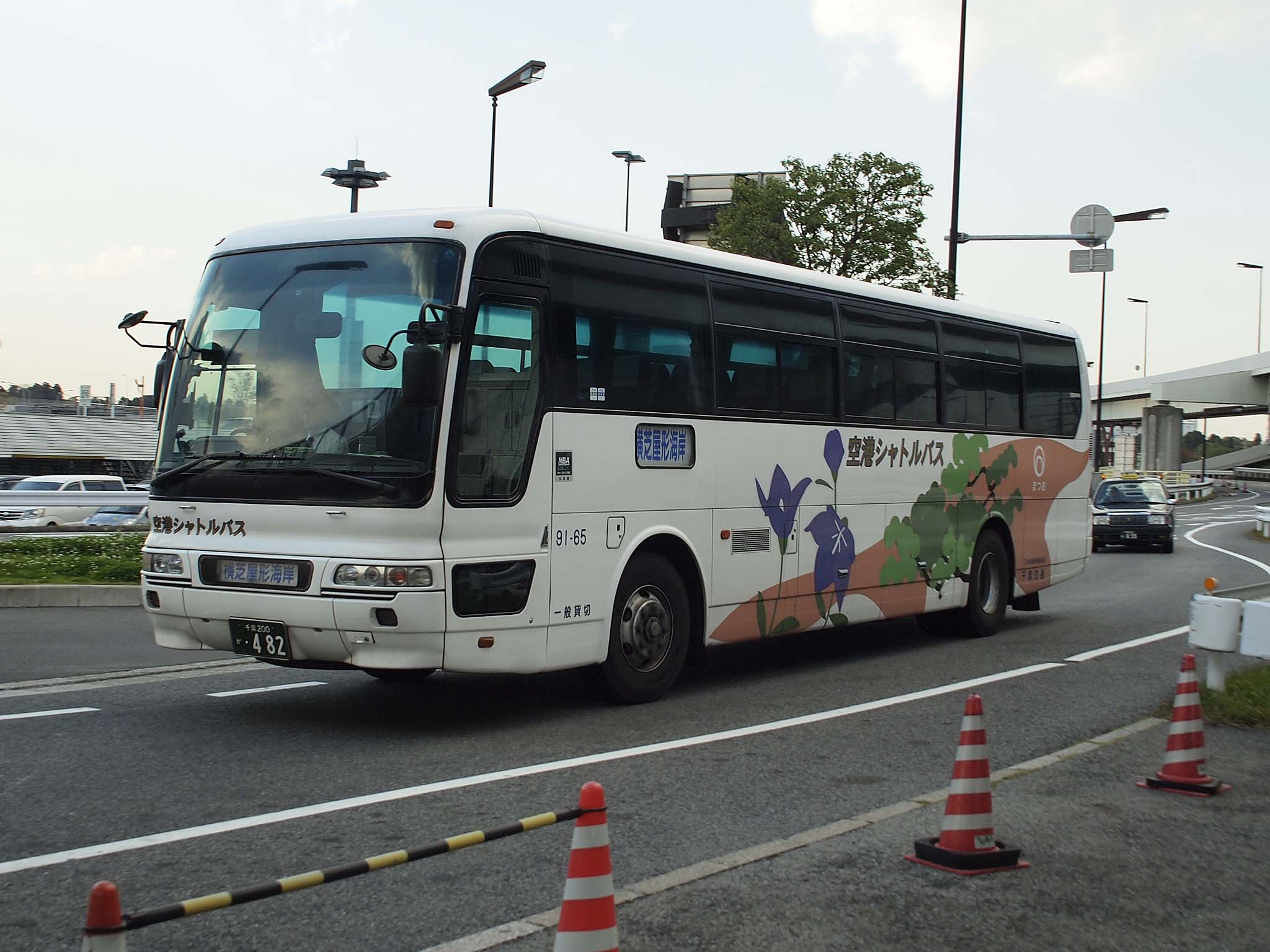
空港シャトルバス専用車(初代)

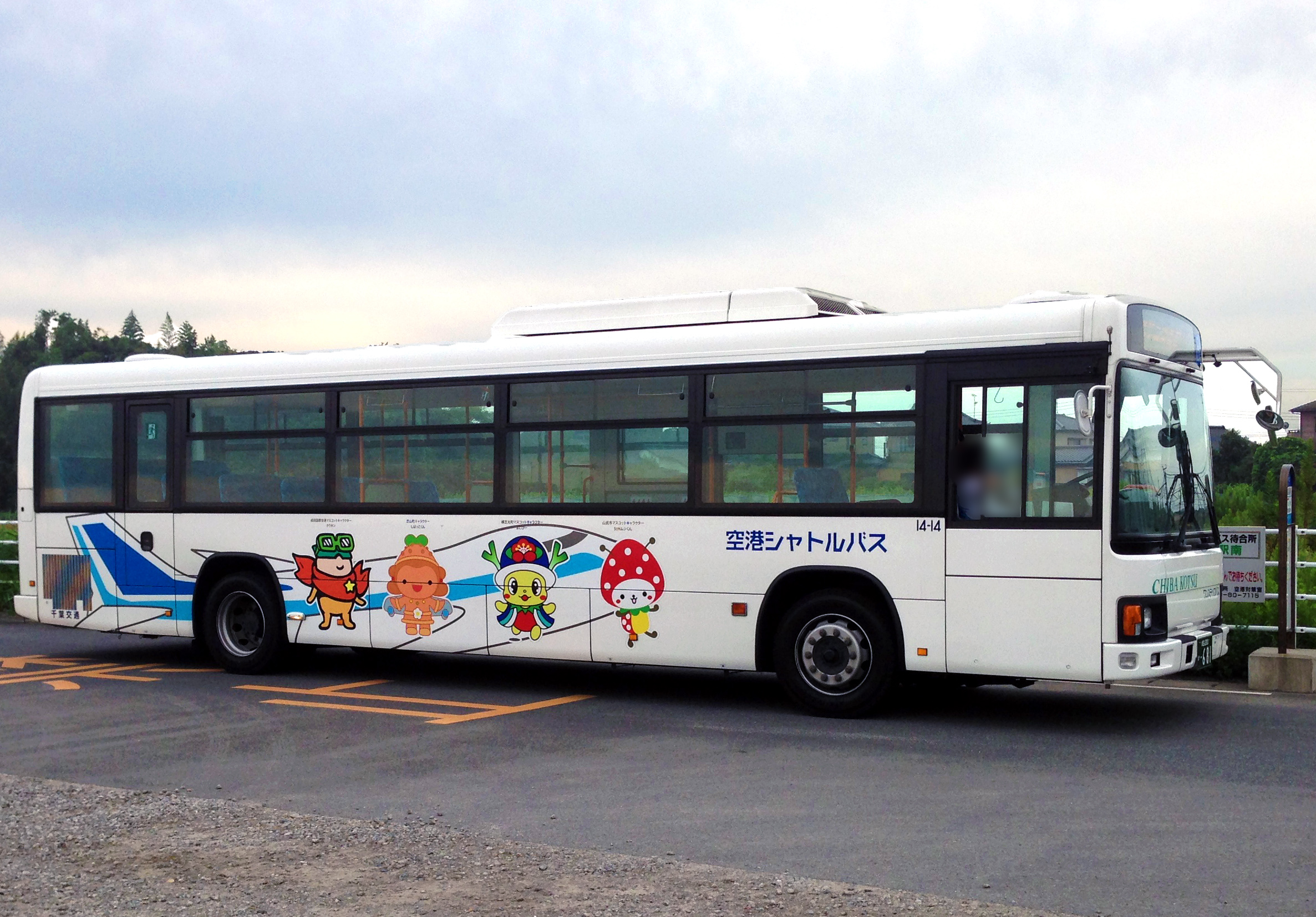
空港シャトルバス専用車(2代目)

空港シャトルバス（くうこうシャトルバス） は、千葉県の成田空港の「空港第2旅客ターミナル」から九十九里海岸の「横芝屋形海岸」まで、芝山鉄道延伸連絡協議会によって運行されている路線バスである。京成バス千葉イースト成田営業所が受託している。

## 経緯
芝山鉄道の建設は、隅谷調査団の主宰で1993年（平成5年）9月20日から12回に亘って開催された成田空港問題円卓会議で今後の成田空港の整備を民主的手続きで進めていく事が約束され具体化したが、地元町村の要望である九十九里海岸方面への延伸についての約束は得られなかった。そのため芝山町・横芝町（現 横芝光町）・松尾町（現 山武市）・蓮沼村（同）の4町村で構成される芝山鉄道延伸連絡協議会が、延伸が図られるまでの代替処置として2001年（平成13年）4月1日から空港シャトルバスの運行を開始した。

## 路線
成田空港第2旅客ターミナルから、芝山はにわ道（芝山千代田駅 - 博物館入口 - 芝山文化センター前 - 横芝遠山 - JR松尾駅南 - 蓮沼出張所・オライはすぬま）を通り、終点は横芝屋形海岸である。
- 2001年（平成13年）4月1日：「空港第2旅客ターミナル」-「横芝海のこどもの国」間の運行開始。
- 2002年（平成14年）10月27日：芝山鉄道開業にともない、東成田駅経由を芝山千代田駅経由に変更する。
- 2005年（平成17年）10月1日：成田空港第1ターミナル南ウィング改良工事の進捗により第1ターミナル経由を廃止、なお横芝海のこどもの国は閉園されたため終点の停留所名を「横芝屋形海岸」に改める[1][2]。
- 2009年（平成21年）4月1日：原油価格高騰や利用者増による臨時便の運行が多くなってきたため、区間利用の一般客の運賃を200円から250円に値上げ。また、JR線連絡の為松尾五反田停留所を移転、松尾IT保健福祉センター前に改称。
- 2012年（平成24年）12月1日：JR松尾駅の南側広場にJR松尾駅南停留所新設。
- 2015年（平成27年）4月1日：料金改定　現金乗車時全線300円、交通系ICカード利用可となり、カード利用時全線270円。

沿線のスポットと停留所
成田空港 - 「空港第2旅客ターミナル」
芝山鉄道芝山千代田駅 - 「芝山千代田駅」
航空科学博物館・成田空港 空と大地の歴史館 - 「航空博物館入口」--- 徒歩10分
芝山文化センター・芝山町役場 - 「芝山文化センター前」
芝山古墳群 - 「横芝中台（殿塚・姫塚）入口」
千葉東金道路松尾横芝IC - 「横芝遠山」--- 500m
JR総武本線松尾駅 - 「JR松尾駅南」--- 駅舎から徒歩数分
道の駅オライはすぬま - 「蓮沼出張所・オライはすぬま前」
蓮沼海浜公園 - 「蓮沼海浜公園第1駐車場前」
栗山川漁港 - 「横芝屋形海岸」--- 徒歩5分
パークアンドライド
JR松尾駅南、蓮沼出張所・オライはすぬま前と横芝屋形海岸には、空港シャトルバス利用者のための無料駐車場が設けられておりパークアンドライドに対応している。

## 車両
当初は、三菱ふそう・エアロバス ハイデッカーを 2台有し、ボデー側面には芝山鉄道延伸連絡協議会の4町村の小中学生から公募したペイントデザインがほどこされていた。
- 芝山町 - 「埴輪と三重塔」
- 横芝町 - 「栗山川のサケ」
- 松尾町 - 「桔梗と松」
- 蓮沼村 - 「ひまわりと太陽」

2代目は、日野・ブルーリボンでボデーには成田空港および芝山鉄道延伸連絡協議会の3市町である芝山町・山武市・横芝光町のゆるキャラが描かれていた。
2024年（令和6年）2月に車両の更新が行われた。

## 参考資料
三菱ふそうトラック・バス株式会社 『FUSO 2001年6月号』（通巻368号）- FUSO NEWS